# Luigi Di Biagio
Luigi Di Biagio, detto Gigi (Roma, 3 giugno 1971), è un allenatore di calcio ed ex calciatore italiano, di ruolo centrocampista o difensore, commissario tecnico della nazionale Under-23 saudita. Con la nazionale italiana si è laureato vicecampione d'Europa nel 2000.

## Caratteristiche tecniche

### Giocatore
Centrocampista completo, costante e duttile tatticamente, Di Biagio nasce come mediano con attitudini difensive, molto adatto a interdire il gioco avversario; non gli faceva difetto, tuttavia, la propensione agli inserimenti offensivi. Ha ricoperto vari ruoli a centrocampo e a fine carriera ha giocato anche come difensore. Un incontrista forte, resistente, carismatico e tenace, si distingueva per grinta agonistica e spirito di sacrificio, a costo di risultare fin troppo deciso nei contrasti: è, dopo Paolo Montero, il giocatore con il maggior numero di espulsioni in Serie A (12), nonché uno dei più ammoniti (100 cartellini gialli).

Di Biagio in azione con la maglia della nella stagione 1995-1996.

Dotato di un tiro potente e preciso, era un giocatore molto pericoloso nei calci piazzati e nelle conclusioni dalla distanza. Abbinava a queste caratteristiche una buona tecnica e una buona capacità nel fraseggio. Talvolta veniva impiegato anche come regista di centrocampo poiché era in grado di far ripartire l'azione e di effettuare lanci lunghi per i compagni. Si distinse inoltre, pur non essendo di elevata statura, per le sue notevoli capacità nel gioco aereo. Queste caratteristiche gli permisero di diventare uno dei migliori centrocampisti italiani degli anni 1990.

## Carriera

### Giocatore

#### Club
Dopo avere compiuto tutta la trafila nelle giovanili della Lazio, esordisce in Serie A con la prima squadra in Juventus-Lazio (4-2) dell'11 giugno 1989. I capitolini lo cedono successivamente al Monza, dove resta tre anni fra Serie B e Serie C1. Nel club lombardo riesce a conquistare un posto da titolare; con i brianzoli vince la Coppa Italia Serie C 1990-1991.
Nel 1992 torna nella massima categoria con il Foggia, rimanendo in rossonero tre stagioni sotto la guida del tecnico Zdeněk Zeman, il quale lo riconverte al ruolo di mediano. Seguono quattro annate alla Roma, in cui viene allenato da Carlo Mazzone, Carlos Bianchi e poi di nuovo da Zeman.

Di Biagio all' nella stagione 2001-2002.

Nell'estate 1999 si trasferisce all'Inter, per un'operazione di mercato contestata dai tifosi giallorossi. Milita in nerazzurro per il successivo quadriennio, raccogliendo i migliori risultati nella stagione 2002-2003 con il secondo posto in campionato e le semifinali di Champions League.
Gli attriti con il tecnico Héctor Cúper ne causano, nell'estate 2003, la cessione al Brescia. Con i lombardi conosce la retrocessione al termine del campionato 2004-2005, trasferendosi poi all'Ascoli nel 2006. L'esperienza marchigiana, segnata da un iniziale stop per il mancato rispetto dei tempi di rescissione nell'accordo col Brescia, si conclude con un altro declassamento in Serie B, col centrocampista che annuncia poi nel settembre 2007 il ritiro dall'agonismo.

#### Nazionale
Debutta con la nazionale il 28 gennaio 1998, a 26 anni, in un'amichevole vinta 3-0 contro la Slovacchia, sotto la direzione del commissario tecnico Cesare Maldini. È quindi convocato per il campionato del mondo 1998 in Francia, nel quale segna una rete – la centesima della nazionale italiana ai mondiali – al Camerun nella fase a gironi; nel prosieguo della manifestazione, negli ottavi di finale contro la Norvegia fornisce l'assist per il gol determinante di Christian Vieri, mentre nei quarti di finale, contro i padroni di casa della Francia, nell'epilogo ai tiri di rigore incappa suo malgrado nell'errore decisivo, calciando sulla traversa, fatto che comporta l'eliminazione azzurra dal torneo. Risulta comunque tra i migliori centrocampisti dell'edizione.
Partecipa successivamente al campionato d'Europa 2000 in Belgio e nei Paesi Bassi, nel quale l'Italia, passata nelle mani del selezionatore Dino Zoff, raggiunge la finale. Nella manifestazione continentale sigla un gol contro la Svezia nella fase a gironi, e nella semifinale contro i padroni di casa dei Paesi Bassi, risoltasi anch'essa ai rigori, si presenta ancora sul dischetto e stavolta trasforma il suo tentativo.
È presente anche al campionato del mondo 2002 in Corea del Sud e Giappone, sotto la guida di Giovanni Trapattoni. Nella gara d'esordio con l'Ecuador fornisce l'assist – con un lancio dalla propria metà campo – per la seconda rete al compagno di squadra Vieri; tuttavia, successivamente non viene più preso in considerazione dal commissario tecnico italiano, terminando la carriera in maglia azzurra con 2 reti in 31 presenze.

### Allenatore
Dal 1º gennaio 2008 firma un contratto con la Polisportiva La Storta come allenatore dei Giovanissimi Regionali. Dal 1º agosto seguente firma un contratto con la Cisco Roma come tecnico della formazione Allievi. Il 3 luglio precedente, aveva ottenuto il patentino di allenatore di prima categoria.
Il 25 luglio 2011 viene nominato selezionatore della nazionale italiana Under-20.
Il 2 luglio 2013 sostituisce Devis Mangia come allenatore della nazionale italiana Under-21. Esordisce in gare ufficiali sulla panchina dell'Under-21 il 14 agosto seguente, in occasione della partita amichevole vinta 4-1 contro la Slovacchia. Nell'ottobre 2014, proprio con una vittoria contro gli slovacchi ai play-off, si qualifica all'Europeo Under-21 2015 in Repubblica Ceca, da cui gli Azzurrini sono eliminati nella fase a gironi.
Nell'edizione 2017 del torneo conduce gli Azzurrini alla semifinale, dove sono sconfitti dalla Spagna per 3-1.
Il 5 febbraio 2018 assume ad interim l'incarico di CT della nazionale maggiore per le amichevoli giocate il 23 e 27 marzo contro Argentina e Inghilterra. Il successivo 14 maggio, dopo l'ufficialità della nomina di Roberto Mancini a CT della nazionale A, torna a guidare l'Under-21 (lasciata temporaneamente ad Alberico Evani). Prossimo alla scadenza del contratto, il 25 giugno 2019, dopo l'eliminazione degli Azzurrini nella fase a gironi dell'Europeo Under-21 2019 giocato in casa, annuncia che non proseguirà l'esperienza da commissario tecnico.
Il 10 febbraio 2020 subentra a Leonardo Semplici alla guida della SPAL, in Serie A. Non riesce ad evitare la retrocessione in Serie B, arrivata con quattro turni di anticipo, di una disastrata e ormai demotivata squadra biancazzurra, lasciando la panchina estense al termine della stagione.
Torna ad allenare dopo tre anni venendo ingaggiato il 2 agosto 2023 dalla Dinamo City. Il 23 ottobre dello stesso anno, con la squadra al penultimo posto in classifica, rassegna le dimissioni.
Il 31 agosto 2024 viene nominato selezionatore della nazionale Under-23 saudita.

## Fuori dal campo
Nel 2010 intraprende anche la carriera di commentatore in TV. Il 19 settembre assiste infatti Riccardo Trevisani nella telecronaca della gara Palermo-Inter valida per la 3ª giornata della Serie A 2010-2011, trasmessa da Sky.
Nel 2021 diventa opinionista per DAZN.

## Statistiche

### Presenze e reti nei club
| Stagione        | Squadra         | Campionato      | Campionato | Campionato | Coppe nazionali | Coppe nazionali | Coppe nazionali | Coppe continentali | Coppe continentali | Coppe continentali | Totale | Totale |
| Stagione        | Squadra         | Comp            | Pres       | Reti       | Comp            | Pres            | Reti            | Comp               | Pres               | Reti               | Pres   | Reti   |
| --------------- | --------------- | --------------- | ---------- | ---------- | --------------- | --------------- | --------------- | ------------------ | ------------------ | ------------------ | ------ | ------ |
| 1988-1989       | Lazio           | A               | 1          | 0          | CI              | 0               | 0               | -                  | -                  | -                  | 1      | 0      |
| 1989-1990       | Monza           | B               | 7          | 0          | CI              | 0               | 0               | -                  | -                  | -                  | 7      | 0      |
| 1990-1991       | Monza           | C1              | 12         | 0          | CI+CI-C         | 1+?             | 1+?             | -                  | -                  | -                  | 13+    | 1+     |
| 1991-1992       | Monza           | C1              | 27         | 1          | CI+CI-C         | 0+?             | 0+?             | -                  | -                  | -                  | 27+    | 1+     |
| Totale Monza    | Totale Monza    | Totale Monza    | 46         | 1          |                 | 1+              | 1+              |                    | -                  | -                  | 47+    | 2+     |
| 1992-1993       | Foggia          | A               | 30         | 5          | CI              | 4               | 0               | -                  | -                  | -                  | 34     | 5      |
| 1993-1994       | Foggia          | A               | 28         | 3          | CI              | 5               | 1               | -                  | -                  | -                  | 33     | 3      |
| 1994-1995       | Foggia          | A               | 29         | 4          | CI              | 6               | 2               | -                  | -                  | -                  | 35     | 6      |
| Totale Foggia   | Totale Foggia   | Totale Foggia   | 87         | 12         |                 | 15              | 3               |                    | -                  | -                  | 102    | 15     |
| 1995-1996       | Roma            | A               | 30         | 2          | CI              | 1               | 0               | CU                 | 6                  | 0                  | 37     | 2      |
| 1996-1997       | Roma            | A               | 27         | 3          | CI              | 1               | 0               | CU                 | 4                  | 0                  | 32     | 3      |
| 1997-1998       | Roma            | A               | 30         | 7          | CI              | 6               | 2               | -                  | -                  | -                  | 36     | 9      |
| 1998-1999       | Roma            | A               | 27         | 3          | CI              | 1               | 0               | CU                 | 7                  | 1                  | 35     | 4      |
| Totale Roma     | Totale Roma     | Totale Roma     | 114        | 15         |                 | 9               | 2               |                    | 17                 | 1                  | 140    | 18     |
| 1999-2000       | Inter           | A               | 29         | 2          | CI              | 7               | 0               | -                  | -                  | -                  | 36     | 2      |
| 2000-2001       | Inter           | A               | 32         | 4          | CI              | 3               | 1               | UCL+CU             | 9                  | 0                  | 44     | 5      |
| 2001-2002       | Inter           | A               | 31         | 3          | CI              | 2               | 0               | CU                 | 9                  | 1                  | 42     | 4      |
| 2002-2003       | Inter           | A               | 25         | 4          | CI              | 0               | 0               | UCL                | 16                 | 3                  | 41     | 7      |
| Totale Inter    | Totale Inter    | Totale Inter    | 117        | 13         |                 | 12              | 1               |                    | 34                 | 4                  | 163    | 18     |
| 2003-2004       | Brescia         | A               | 31         | 7          | CI              | 0               | 0               | Int                | 0                  | 0                  | 31     | 7      |
| 2004-2005       | Brescia         | A               | 34         | 9          | CI              | 2               | 2               | -                  | -                  | -                  | 36     | 11     |
| 2005-2006       | Brescia         | B               | 19         | 0          | CI              | 2               | 1               | -                  | -                  | -                  | 21     | 1      |
| Totale Brescia  | Totale Brescia  | Totale Brescia  | 84         | 16         |                 | 4               | 3               |                    | 0                  | 0                  | 88     | 19     |
| gen.-giu. 2007  | Ascoli          | A               | 7          | 2          | CI              | 0               | 0               | -                  | -                  | -                  | 7      | 2      |
| Totale carriera | Totale carriera | Totale carriera | 456        | 59         |                 | 41+             | 10+             |                    | 51                 | 5                  | 548+   | 74+    |

### Cronologia presenze e reti in nazionale
| Cronologia completa delle presenze e delle reti in nazionale ― Italia | Cronologia completa delle presenze e delle reti in nazionale ― Italia | Cronologia completa delle presenze e delle reti in nazionale ― Italia | Cronologia completa delle presenze e delle reti in nazionale ― Italia | Cronologia completa delle presenze e delle reti in nazionale ― Italia | Cronologia completa delle presenze e delle reti in nazionale ― Italia | Cronologia completa delle presenze e delle reti in nazionale ― Italia | Cronologia completa delle presenze e delle reti in nazionale ― Italia |
| Data                                                                  | Città                                                                 | In casa                                                               | Risultato                                                             | Ospiti                                                                | Competizione                                                          | Reti                                                                  | Note                                                                  |
| --------------------------------------------------------------------- | --------------------------------------------------------------------- | --------------------------------------------------------------------- | --------------------------------------------------------------------- | --------------------------------------------------------------------- | --------------------------------------------------------------------- | --------------------------------------------------------------------- | --------------------------------------------------------------------- |
| 28-1-1998                                                             | Catania                                                               | Italia                                                                | 3 – 0                                                                 | Slovacchia                                                            | Amichevole                                                            | -                                                                     |                                                                       |
| 22-4-1998                                                             | Parma                                                                 | Italia                                                                | 3 – 1                                                                 | Paraguay                                                              | Amichevole                                                            | -                                                                     | 46’                                                                   |
| 2-6-1998                                                              | Göteborg                                                              | Svezia                                                                | 1 – 0                                                                 | Italia                                                                | Amichevole                                                            | -                                                                     |                                                                       |
| 11-6-1998                                                             | Bordeaux                                                              | Cile                                                                  | 2 – 2                                                                 | Italia                                                                | Mondiali 1998 - 1º turno                                              | -                                                                     | 57’                                                                   |
| 17-6-1998                                                             | Montpellier                                                           | Italia                                                                | 3 – 0                                                                 | Camerun                                                               | Mondiali 1998 - 1º turno                                              | 1                                                                     | 63’                                                                   |
| 23-6-1998                                                             | Saint-Denis                                                           | Italia                                                                | 2 – 1                                                                 | Austria                                                               | Mondiali 1998 - 1º turno                                              | -                                                                     | 73’                                                                   |
| 27-6-1998                                                             | Marsiglia                                                             | Italia                                                                | 1 – 0                                                                 | Norvegia                                                              | Mondiali 1998 - Ottavi di finale                                      | -                                                                     | 84’                                                                   |
| 3-7-1998                                                              | Parigi                                                                | Italia                                                                | 0 – 0 dts (3 – 4 dtr)                                                 | Francia                                                               | Mondiali 1998 - Quarti di finale                                      | -                                                                     |                                                                       |
| 5-9-1998                                                              | Liverpool                                                             | Galles                                                                | 0 – 2                                                                 | Italia                                                                | Qual. Euro 2000                                                       | -                                                                     | 66’                                                                   |
| 18-11-1998                                                            | Salerno                                                               | Italia                                                                | 2 – 2                                                                 | Spagna                                                                | Amichevole                                                            | -                                                                     | 46’                                                                   |
| 27-3-1999                                                             | Copenaghen                                                            | Danimarca                                                             | 1 – 2                                                                 | Italia                                                                | Qual. Euro 2000                                                       | -                                                                     |                                                                       |
| 31-3-1999                                                             | Ancona                                                                | Italia                                                                | 1 – 1                                                                 | Bielorussia                                                           | Qual. Euro 2000                                                       | -                                                                     | 46’                                                                   |
| 9-10-1999                                                             | Minsk                                                                 | Bielorussia                                                           | 0 – 0                                                                 | Italia                                                                | Qual. Euro 2000                                                       | -                                                                     | 59’                                                                   |
| 29-3-2000                                                             | Barcellona                                                            | Spagna                                                                | 2 – 0                                                                 | Italia                                                                | Amichevole                                                            | -                                                                     | 46’                                                                   |
| 26-4-2000                                                             | Reggio Calabria                                                       | Italia                                                                | 2 – 0                                                                 | Portogallo                                                            | Amichevole                                                            | -                                                                     | 46’ 90’                                                               |
| 19-6-2000                                                             | Eindhoven                                                             | Italia                                                                | 2 – 1                                                                 | Svezia                                                                | Euro 2000 - 1º turno                                                  | 1                                                                     |                                                                       |
| 24-6-2000                                                             | Bruxelles                                                             | Italia                                                                | 2 – 0                                                                 | Romania                                                               | Euro 2000 - Quarti di finale                                          | -                                                                     | 55’                                                                   |
| 29-6-2000                                                             | Amsterdam                                                             | Italia                                                                | 0 – 0 dts (3 – 1 dtr)                                                 | Paesi Bassi                                                           | Euro 2000 - Semifinale                                                | -                                                                     |                                                                       |
| 2-7-2000                                                              | Rotterdam                                                             | Francia                                                               | 2 – 1 gg                                                              | Italia                                                                | Euro 2000 - Finale                                                    | -                                                                     | 31’ 66’                                                               |
| 15-11-2000                                                            | Torino                                                                | Italia                                                                | 1 – 0                                                                 | Inghilterra                                                           | Amichevole                                                            | -                                                                     | 52’                                                                   |
| 28-2-2001                                                             | Roma                                                                  | Italia                                                                | 1 – 2                                                                 | Argentina                                                             | Amichevole                                                            | -                                                                     | 76’                                                                   |
| 6-10-2001                                                             | Parma                                                                 | Italia                                                                | 1 – 0                                                                 | Ungheria                                                              | Qual. Mondiali 2002                                                   | -                                                                     | 72’                                                                   |
| 7-11-2001                                                             | Saitama                                                               | Giappone                                                              | 1 – 1                                                                 | Italia                                                                | Amichevole                                                            | -                                                                     | 47’                                                                   |
| 27-3-2002                                                             | Leeds                                                                 | Inghilterra                                                           | 1 – 2                                                                 | Italia                                                                | Amichevole                                                            | -                                                                     | 57’                                                                   |
| 17-4-2002                                                             | Milano                                                                | Italia                                                                | 1 – 1                                                                 | Uruguay                                                               | Amichevole                                                            | -                                                                     | 57’                                                                   |
| 18-5-2002                                                             | Praga                                                                 | Rep. Ceca                                                             | 1 – 0                                                                 | Italia                                                                | Amichevole                                                            | -                                                                     | 69’                                                                   |
| 3-6-2002                                                              | Sapporo                                                               | Italia                                                                | 2 – 0                                                                 | Ecuador                                                               | Mondiali 2002 - 1º turno                                              | -                                                                     | 69’                                                                   |
| 21-8-2002                                                             | Trieste                                                               | Italia                                                                | 0 – 1                                                                 | Slovenia                                                              | Amichevole                                                            | -                                                                     | 46’                                                                   |
| 7-9-2002                                                              | Baku                                                                  | Azerbaigian                                                           | 0 – 2                                                                 | Italia                                                                | Qual. Euro 2004                                                       | -                                                                     | 57’                                                                   |
| 16-10-2002                                                            | Cardiff                                                               | Galles                                                                | 2 – 1                                                                 | Italia                                                                | Qual. Euro 2004                                                       | -                                                                     | 7’ 63’                                                                |
| 20-11-2002                                                            | Pescara                                                               | Italia                                                                | 1 – 1                                                                 | Turchia                                                               | Amichevole                                                            | -                                                                     | 46’                                                                   |
| Totale                                                                |                                                                       | Presenze                                                              | 31                                                                    |                                                                       | Reti                                                                  | 2                                                                     |                                                                       |

| Cronologia completa delle presenze e delle reti in nazionale ― Italia under 23 | Cronologia completa delle presenze e delle reti in nazionale ― Italia under 23 | Cronologia completa delle presenze e delle reti in nazionale ― Italia under 23 | Cronologia completa delle presenze e delle reti in nazionale ― Italia under 23 | Cronologia completa delle presenze e delle reti in nazionale ― Italia under 23 | Cronologia completa delle presenze e delle reti in nazionale ― Italia under 23 | Cronologia completa delle presenze e delle reti in nazionale ― Italia under 23 | Cronologia completa delle presenze e delle reti in nazionale ― Italia under 23 |
| Data                                                                           | Città                                                                          | In casa                                                                        | Risultato                                                                      | Ospiti                                                                         | Competizione                                                                   | Reti                                                                           | Note                                                                           |
| ------------------------------------------------------------------------------ | ------------------------------------------------------------------------------ | ------------------------------------------------------------------------------ | ------------------------------------------------------------------------------ | ------------------------------------------------------------------------------ | ------------------------------------------------------------------------------ | ------------------------------------------------------------------------------ | ------------------------------------------------------------------------------ |
| 17-6-1996                                                                      | Perpignano                                                                     | Marocco under 23                                                               | 0 – 2                                                                          | Italia under 23                                                                | Giochi del Mediterraneo 1993 - 1º turno                                        | -                                                                              |                                                                                |
| 19-6-1996                                                                      | Perpignano                                                                     | Italia under 23                                                                | 2 – 1                                                                          | Slovenia under 23                                                              | Giochi del Mediterraneo 1993 - 1º turno                                        | -                                                                              |                                                                                |
| 24-6-1996                                                                      | Nîmes                                                                          | Algeria under 23                                                               | 1 – 0                                                                          | Italia under 23                                                                | Giochi del Mediterraneo 1993 - Semifinali                                      | -                                                                              | 82’                                                                            |
| 26-6-1996                                                                      | Nîmes                                                                          | Francia under 23                                                               | 2 – 1                                                                          | Italia under 23                                                                | Giochi del Mediterraneo 1993 - Finale 3º posto                                 | -                                                                              | 15’                                                                            |
| Totale                                                                         |                                                                                | Presenze                                                                       | 4                                                                              |                                                                                | Reti                                                                           | 0                                                                              |                                                                                |

### Statistiche da allenatore
Statistiche aggiornate al 22 ottobre 2023.
| Stagione        | Squadra         | Campionato      | Campionato | Campionato | Campionato | Campionato | Coppe nazionali | Coppe nazionali | Coppe nazionali | Coppe nazionali | Coppe nazionali | Coppe continentali | Coppe continentali | Coppe continentali | Coppe continentali | Coppe continentali | Altre coppe | Altre coppe | Altre coppe | Altre coppe | Altre coppe | Totale | Totale | Totale | Totale | % Vittorie | Piazzamento       |
| Stagione        | Squadra         | Comp            | G          | V          | N          | P          | Comp            | G               | V               | N               | P               | Comp               | G                  | V                  | N                  | P                  | Comp        | G           | V           | N           | P           | G      | V      | N      | P      | %          | Piazzamento       |
| --------------- | --------------- | --------------- | ---------- | ---------- | ---------- | ---------- | --------------- | --------------- | --------------- | --------------- | --------------- | ------------------ | ------------------ | ------------------ | ------------------ | ------------------ | ----------- | ----------- | ----------- | ----------- | ----------- | ------ | ------ | ------ | ------ | ---------- | ----------------- |
| feb.-ago. 2020  | SPAL            | A               | 15         | 1          | 2          | 12         | CI              | -               | -               | -               | -               | -                  | -                  | -                  | -                  | -                  | -           | -           | -           | -           | -           | 15     | 1      | 2      | 12     | &6,67      | Sub., 20º (retr.) |
| ago.-ott. 2023  | Dinamo City     | KS              | 9          | 2          | 1          | 6          | CA              | -               | -               | -               | -               | -                  | -                  | -                  | -                  | -                  | -           | -           | -           | -           | -           | 9      | 2      | 1      | 6      | 22,22      | Sub., Dimiss.     |
| Totale carriera | Totale carriera | Totale carriera | 24         | 3          | 3          | 18         |                 | -               | -               | -               | -               |                    | -                  | -                  | -                  | -                  |             | -           | -           | -           | -           | 24     | 3      | 3      | 18     | 12,50      |                   |

#### Nazionale
| Squadra             | Naz                       | dal             | al             | Record | Record | Record | Record     | Record | Record | Record | Record |
| G                   | V                         | N               | P              | GF     | GS     | DR     | % Vittorie |        |        |        |        |
| ------------------- | ------------------------- | --------------- | -------------- | ------ | ------ | ------ | ---------- | ------ | ------ | ------ | ------ |
| Italia U-20         | Italia (bandiera)         | 25 luglio 2011  | 30 giugno 2013 | 18     | 11     | 3      | 4          | 48     | 29     | +19    | 61,11  |
| Italia U-21         | Italia (bandiera)         | 2 luglio 2013   | 25 giugno 2019 | 57     | 28     | 12     | 17         | 98     | 58     | +40    | 49,12  |
| Italia              | Italia (bandiera)         | 2 febbraio 2018 | 30 marzo 2018  | 2      | 0      | 1      | 1          | 1      | 3      | −2     | &0,00  |
| Arabia Saudita U-23 | Arabia Saudita (bandiera) | 31 agosto 2024  | in corso       | 0      | 0      | 0      | 0          | 0      | 0      | +0     | —      |
| Totale              | Totale                    | Totale          | Totale         | 77     | 39     | 16     | 22         | 147    | 90     | +57    | 50,65  |

#### Nazionale italiana
Statistiche aggiornate al 26 marzo 2018.
| 2018          | Italia        | Amichevoli    |               | 2 | 0 | 1 | 1 | &0,00 | 1 | 3 | -2 |
| Totale Italia | Totale Italia | Totale Italia | Totale Italia | 2 | 0 | 1 | 1 | 0,00  | 1 | 3 | -2 |

#### Nazionale italiana Under-21
Statistiche aggiornate al 19 giugno 2019.
| 2013               | Italia U-21        | Qual. Euro U-21 2015 | 1º nel Gruppo 9, qualificato | 5  | 3  | 0  | 2  | 60,00 | 7  | 4  | +3  |
| 2014               | Italia U-21        | Qual. Euro U-21 2015 | 1º nel Gruppo 9, qualificato | 5  | 4  | 1  | 0  | 80,00 | 16 | 5  | +11 |
| giu. 2015          | Italia U-21        | Euro U-21 2015       | 3º nel Girone B              | 3  | 1  | 1  | 1  | 33,33 | 4  | 3  | +1  |
| 2015               | Italia U-21        | Qual. Euro U-21 2017 | 1º nel Gruppo 2, qualificato | 5  | 4  | 1  | 0  | 80,00 | 8  | 1  | +7  |
| 2016               | Italia U-21        | Qual. Euro U-21 2017 | 1º nel Gruppo 2, qualificato | 5  | 3  | 2  | 0  | 60,00 | 9  | 2  | +7  |
| giu. 2017          | Italia U-21        | Euro U-21 2017       | Semifinale                   | 4  | 2  | 0  | 2  | 50,00 | 5  | 6  | -1  |
| giu. 2019          | Italia U-21        | Euro U-21 2019       | 2º nel Girone A              | 3  | 2  | 0  | 1  | 66,67 | 6  | 3  | +3  |
| Dal 2013 al 2019   | Italia U-21        | Amichevoli           |                              | 27 | 9  | 7  | 11 | 33,33 | 43 | 34 | +9  |
| Totale Italia U-21 | Totale Italia U-21 | Totale Italia U-21   | Totale Italia U-21           | 57 | 28 | 12 | 17 | 49,12 | 98 | 58 | +40 |

#### Panchine da commissario tecnico della nazionale italiana
| Cronologia completa delle presenze e delle reti in nazionale ― Italia | Cronologia completa delle presenze e delle reti in nazionale ― Italia | Cronologia completa delle presenze e delle reti in nazionale ― Italia | Cronologia completa delle presenze e delle reti in nazionale ― Italia | Cronologia completa delle presenze e delle reti in nazionale ― Italia | Cronologia completa delle presenze e delle reti in nazionale ― Italia | Cronologia completa delle presenze e delle reti in nazionale ― Italia | Cronologia completa delle presenze e delle reti in nazionale ― Italia |
| Data                                                                  | Città                                                                 | In casa                                                               | Risultato                                                             | Ospiti                                                                | Competizione                                                          | Reti                                                                  | Note                                                                  |
| --------------------------------------------------------------------- | --------------------------------------------------------------------- | --------------------------------------------------------------------- | --------------------------------------------------------------------- | --------------------------------------------------------------------- | --------------------------------------------------------------------- | --------------------------------------------------------------------- | --------------------------------------------------------------------- |
| 23-3-2018                                                             | Manchester                                                            | Argentina                                                             | 2 – 0                                                                 | Italia                                                                | Amichevole                                                            | -                                                                     | Cap: G. Buffon                                                        |
| 27-3-2018                                                             | Londra                                                                | Inghilterra                                                           | 1 – 1                                                                 | Italia                                                                | Amichevole                                                            | Lorenzo Insigne (rig.)                                                | Cap: L. Bonucci                                                       |
| Totale                                                                |                                                                       | Presenze                                                              | 2                                                                     |                                                                       | Reti                                                                  | 1                                                                     |                                                                       |

#### Panchine da commissario tecnico della nazionale italiana Under-21
| Cronologia completa delle presenze e delle reti in nazionale ― Italia under 21 | Cronologia completa delle presenze e delle reti in nazionale ― Italia under 21 | Cronologia completa delle presenze e delle reti in nazionale ― Italia under 21 | Cronologia completa delle presenze e delle reti in nazionale ― Italia under 21 | Cronologia completa delle presenze e delle reti in nazionale ― Italia under 21 | Cronologia completa delle presenze e delle reti in nazionale ― Italia under 21 | Cronologia completa delle presenze e delle reti in nazionale ― Italia under 21                         | Cronologia completa delle presenze e delle reti in nazionale ― Italia under 21 |
| Data                                                                           | Città                                                                          | In casa                                                                        | Risultato                                                                      | Ospiti                                                                         | Competizione                                                                   | Reti                                                                                                   | Note                                                                           |
| ------------------------------------------------------------------------------ | ------------------------------------------------------------------------------ | ------------------------------------------------------------------------------ | ------------------------------------------------------------------------------ | ------------------------------------------------------------------------------ | ------------------------------------------------------------------------------ | --- | ------------------------------------------------------------------------------ |
| 14-8-2013                                                                      | Senec                                                                          | Slovacchia under 21                                                            | 1 – 4                                                                          | Italia under 21                                                                | Amichevole                                                                     | 2 Lorenzo Crisetig Andrea Belotti Riccardo Improta                                                     | Cap: M. Bianchetti                                                             |
| 5-9-2013                                                                       | Rieti                                                                          | Italia under 21                                                                | 1 – 3                                                                          | Belgio under 21                                                                | Qual. Europeo Under-21 2015                                                    | Cristian Battocchio                                                                                    | Cap: M. Bianchetti                                                             |
| 9-9-2013                                                                       | Nicosia                                                                        | Cipro under 21                                                                 | 0 – 2                                                                          | Italia under 21                                                                | Qual. Europeo Under-21 2015                                                    | Francesco Fedato Riccardo Improta                                                                      | Cap: M. Bianchetti                                                             |
| 14-10-2013                                                                     | Genk                                                                           | Belgio under 21                                                                | 0 – 1                                                                          | Italia under 21                                                                | Qual. Europeo Under-21 2015                                                    | Cristian Battocchio                                                                                    | Cap: M. Bianchetti                                                             |
| 14-11-2013                                                                     | Reggio Emilia                                                                  | Italia under 21                                                                | 3 – 0                                                                          | Irlanda del Nord under 21                                                      | Qual. Europeo Under-21 2015                                                    | Federico Viviani Antonio Rozzi Andrea Belotti                                                          | Cap: M. Bianchetti                                                             |
| 19-11-2013                                                                     | Gornji Milanovac                                                               | Serbia under 21                                                                | 1 – 0                                                                          | Italia under 21                                                                | Qual. Europeo Under-21 2015                                                    | - | Cap: M. Bianchetti                                                             |
| 5-3-2014                                                                       | Lurgan                                                                         | Irlanda del Nord under 21                                                      | 0 – 2                                                                          | Italia under 21                                                                | Qual. Europeo Under-21 2015                                                    | Daniele Rugani Marcello Trotta                                                                         | Cap: F. Viviani                                                                |
| 4-6-2014                                                                       | Castel di Sangro                                                               | Italia under 21                                                                | 4 – 0                                                                          | Montenegro under 21                                                            | Amichevole                                                                     | Andrea Belotti Riccardo Improta Cristiano Biraghi Marcello Trotta                                      | Cap: C. Biraghi                                                                |
| 13-8-2014                                                                      | Ploiești                                                                       | Romania under 21                                                               | 2 – 1                                                                          | Italia under 21                                                                | Amichevole                                                                     | Danilo Cataldi                                                                                         | Cap: M. Bianchetti                                                             |
| 5-9-2014                                                                       | Pescara                                                                        | Italia under 21                                                                | 3 – 2                                                                          | Serbia under 21                                                                | Qual. Europeo Under-21 2015                                                    | 2 Andrea Belotti Domenico Berardi                                                                      | Cap: D. Zappacosta                                                             |
| 9-9-2014                                                                       | Castel di Sangro                                                               | Italia under 21                                                                | 7 – 1                                                                          | Cipro under 21                                                                 | Qual. Europeo Under-21 2015                                                    | Federico Bernardeschi autorete Stefano Sturaro Andrea Belotti Jacopo Dezi Samuele Longo Daniele Rugani | Cap: M. Bianchetti                                                             |
| 10-10-2014                                                                     | Zlaté Moravce                                                                  | Slovacchia under 21                                                            | 1 – 1                                                                          | Italia under 21                                                                | Qual. Europeo Under-21 2015                                                    | Andrea Belotti                                                                                         | Cap: M. Bianchetti                                                             |
| 14-10-2014                                                                     | Reggio Emilia                                                                  | Italia under 21                                                                | 3 – 1                                                                          | Slovacchia under 21                                                            | Qual. Europeo Under-21 2015                                                    | Federico Bernardeschi Andrea Belotti Samuele Longo                                                     | Cap: M. Bianchetti                                                             |
| 17-11-2014                                                                     | Matera                                                                         | Italia under 21                                                                | 0 – 1                                                                          | Danimarca under 21                                                             | Amichevole                                                                     | - | Cap: M. Bianchetti                                                             |
| 27-3-2015                                                                      | Paderborn                                                                      | Germania under 21                                                              | 2 – 2                                                                          | Italia under 21                                                                | Amichevole                                                                     | Marcello Trotta Simone Verdi                                                                           | Cap: M. Bianchetti                                                             |
| 30-3-2015                                                                      | Benevento                                                                      | Italia under 21                                                                | 0 – 1                                                                          | Serbia under 21                                                                | Amichevole                                                                     | - | Cap: C. Biraghi                                                                |
| 18-6-2015                                                                      | Olomouc                                                                        | Italia under 21                                                                | 1 – 2                                                                          | Svezia under 21                                                                | Europeo Under-21 2015 - 1º turno                                               | Domenico Berardi                                                                                       | Cap: M. Bianchetti                                                             |
| 21-6-2015                                                                      | Uherské Hradiště                                                               | Italia under 21                                                                | 0 – 0                                                                          | Portogallo under 21                                                            | Europeo Under-21 2015 - 1º turno                                               | - | Cap: F. Bardi                                                                  |
| 24-6-2015                                                                      | Olomouc                                                                        | Inghilterra under 21                                                           | 1 – 3                                                                          | Italia under 21                                                                | Europeo Under-21 2015 - 1º turno                                               | Andrea Belotti 2 Marco Benassi                                                                         | Cap: F. Bardi                                                                  |
| 12-8-2015                                                                      | Telki                                                                          | Ungheria under 21                                                              | 0 – 0                                                                          | Italia under 21                                                                | Amichevole                                                                     | - | Cap: M. Benassi                                                                |
| 8-9-2015                                                                       | Reggio Emilia                                                                  | Italia under 21                                                                | 1 – 0                                                                          | Slovenia under 21                                                              | Qual. Europeo Under-21 2017                                                    | Federico Bernardeschi                                                                                  | Cap: M. Benassi                                                                |
| 8-10-2015                                                                      | Capodistria                                                                    | Slovenia under 21                                                              | 0 – 3                                                                          | Italia under 21                                                                | Qual. Europeo Under-21 2017                                                    | 2 Gaetano Monachello Marco Benassi                                                                     | Cap: M. Benassi                                                                |
| 13-10-2015                                                                     | Vicenza                                                                        | Italia under 21                                                                | 1 – 0                                                                          | Irlanda under 21                                                               | Qual. Europeo Under-21 2017                                                    | Vittorio Parigini                                                                                      | Cap: D. Rugani                                                                 |
| 13-11-2015                                                                     | Novi Sad                                                                       | Serbia under 21                                                                | 1 – 1                                                                          | Italia under 21                                                                | Qual. Europeo Under-21 2017                                                    | Danilo Cataldi                                                                                         | Cap: M. Benassi                                                                |
| 17-11-2015                                                                     | Castel di Sangro                                                               | Italia under 21                                                                | 2 – 0                                                                          | Lituania under 21                                                              | Qual. Europeo Under-21 2017                                                    | Domenico Berardi Marco Benassi                                                                         | Cap: M. Benassi                                                                |
| 24-3-2016                                                                      | Waterford                                                                      | Irlanda under 21                                                               | 1 – 4                                                                          | Italia under 21                                                                | Qual. Europeo Under-21 2017                                                    | Marco Benassi Lorenzo Rosseti Alessio Romagnoli autorete                                               | Cap: M. Benassi                                                                |
| 29-3-2016                                                                      | Andorra la Vella                                                               | Andorra under 21                                                               | 0 – 1                                                                          | Italia under 21                                                                | Qual. Europeo Under-21 2017                                                    | Alberto Cerri                                                                                          | Cap: M. Benassi                                                                |
| 2-6-2016                                                                       | Venezia                                                                        | Italia under 21                                                                | 0 – 1                                                                          | Francia under 21                                                               | Amichevole                                                                     | - | Cap: D. Berardi                                                                |
| 10-8-2016                                                                      | San Benedetto del Tronto                                                       | Italia under 21                                                                | 0 – 0                                                                          | Albania under 21                                                               | Amichevole                                                                     | - | Cap: D. Berardi                                                                |
| 2-9-2016                                                                       | Vicenza                                                                        | Italia under 21                                                                | 1 – 1                                                                          | Serbia under 21                                                                | Qual. Europeo Under-21 2017                                                    | Alberto Cerri                                                                                          | Cap: M. Benassi                                                                |
| 6-9-2016                                                                       | La Spezia                                                                      | Italia under 21                                                                | 3 – 0                                                                          | Andorra under 21                                                               | Qual. Europeo Under-21 2017                                                    | 2 Federico Di Francesco Lorenzo Pellegrini                                                             | Cap: M. Benassi                                                                |
| 11-10-2016                                                                     | Kaunas                                                                         | Lituania under 21                                                              | 0 – 0                                                                          | Italia under 21                                                                | Qual. Europeo Under-21 2017                                                    | - | Cap: M. Benassi                                                                |
| 10-11-2016                                                                     | Southampton                                                                    | Inghilterra under 21                                                           | 3 – 2                                                                          | Italia under 21                                                                | Amichevole                                                                     | autorete Federico Di Francesco                                                                         | Cap: M. Benassi                                                                |
| 14-11-2016                                                                     | Bergamo                                                                        | Italia under 21                                                                | 0 – 0                                                                          | Danimarca under 21                                                             | Amichevole                                                                     | - | Cap: M. Benassi                                                                |
| 23-3-2017                                                                      | Cracovia                                                                       | Polonia under 21                                                               | 1 – 2                                                                          | Italia under 21                                                                | Amichevole                                                                     | Lorenzo Pellegrini Marco Benassi                                                                       | Cap: M. Benassi                                                                |
| 27-3-2017                                                                      | Roma                                                                           | Italia under 21                                                                | 1 – 2                                                                          | Spagna under 21                                                                | Amichevole                                                                     | Lorenzo Pellegrini                                                                                     | Cap: M. Benassi                                                                |
| 18-6-2017                                                                      | Cracovia                                                                       | Danimarca under 21                                                             | 0 – 2                                                                          | Italia under 21                                                                | Europeo Under-21 2017 - 1º turno                                               | Lorenzo Pellegrini Andrea Petagna                                                                      | Cap: M. Benassi                                                                |
| 21-6-2017                                                                      | Tychy                                                                          | Rep. Ceca under 21                                                             | 3 – 1                                                                          | Italia under 21                                                                | Europeo Under-21 2017 - 1º turno                                               | Domenico Berardi                                                                                       | Cap: D. Rugani                                                                 |
| 24-6-2017                                                                      | Cracovia                                                                       | Italia under 21                                                                | 1 – 0                                                                          | Germania under 21                                                              | Europeo Under-21 2017 - 1º turno                                               | Federico Bernardeschi                                                                                  | Cap: M. Benassi                                                                |
| 27-6-2017                                                                      | Cracovia                                                                       | Italia under 21                                                                | 1 – 3                                                                          | Spagna under 21                                                                | Europeo Under-21 2017 - Semifinale                                             | Federico Bernardeschi                                                                                  | Cap: M. Benassi                                                                |
| 1-9-2017                                                                       | Toledo                                                                         | Spagna under 21                                                                | 3 – 0                                                                          | Italia under 21                                                                | Amichevole                                                                     | - | Cap: R. Mandragora                                                             |
| 4-9-2017                                                                       | Cittadella                                                                     | Italia under 21                                                                | 4 – 1                                                                          | Slovenia under 21                                                              | Amichevole                                                                     | Patrick Cutrone Andrea Favilli Federico Chiesa Riccardo Orsolini                                       | Cap: R. Mandragora                                                             |
| 5-10-2017                                                                      | Budapest                                                                       | Ungheria under 21                                                              | 2 – 6                                                                          | Italia under 21                                                                | Amichevole                                                                     | 2 Patrick Cutrone 2 Federico Chiesa Fabio Depaoli Riccardo Orsolini                                    | Cap: F. Romagna                                                                |
| 10-10-2017                                                                     | Ferrara                                                                        | Italia under 21                                                                | 4 – 0                                                                          | Marocco under 21                                                               | Amichevole                                                                     | Vittorio Parigini Patrick Cutrone Federico Bonazzoli Luca Vido                                         | Cap: D. Calabria                                                               |
| 14-11-2017                                                                     | Frosinone                                                                      | Italia under 21                                                                | 3 – 2                                                                          | Russia under 21                                                                | Amichevole                                                                     | Daniele Verde Vittorio Parigini Riccardo Orsolini                                                      | Cap: R. Mandragora                                                             |
| 25-05-2018                                                                     | Estoril                                                                        | Portogallo under 21                                                            | 3 – 2                                                                          | Italia under 21                                                                | Amichevole                                                                     | Vittorio Parigini Federico Bonazzoli                                                                   | Cap: D. Calabria                                                               |
| 29-05-2018                                                                     | Besançon                                                                       | Francia under 21                                                               | 1 – 1                                                                          | Italia under 21                                                                | Amichevole                                                                     | Christian Capone                                                                                       | Cap: D. Calabria                                                               |
| 6-9-2018                                                                       | Dunajská Streda                                                                | Slovacchia under 21                                                            | 3 – 0                                                                          | Italia under 21                                                                | Amichevole                                                                     | - | Cap: R. Mandragora                                                             |
| 11-9-2018                                                                      | Cagliari                                                                       | Italia under 21                                                                | 3 – 1                                                                          | Albania under 21                                                               | Amichevole                                                                     | Federico Dimarco Vittorio Parigini Alessandro Murgia                                                   | Cap: R. Mandragora                                                             |
| 11-10-2018                                                                     | Udine                                                                          | Italia under 21                                                                | 0 – 1                                                                          | Belgio under 21                                                                | Amichevole                                                                     | - | Cap: R. Mandragora                                                             |
| 15-10-2018                                                                     | Vicenza                                                                        | Italia under 21                                                                | 2 – 0                                                                          | Tunisia under 21                                                               | Amichevole                                                                     | Moise Kean Vittorio Parigini                                                                           | Cap: R. Mandragora                                                             |
| 15-11-2018                                                                     | Ferrara                                                                        | Italia under 21                                                                | 1 – 2                                                                          | Inghilterra under 21                                                           | Amichevole                                                                     | Moise Kean                                                                                             | Cap: R. Mandragora                                                             |
| 19-11-2018                                                                     | Reggio Emilia                                                                  | Italia under 21                                                                | 1 – 2                                                                          | Germania under 21                                                              | Amichevole                                                                     | Vittorio Parigini                                                                                      | Cap: R. Mandragora                                                             |
| 21-3-2019                                                                      | Trieste                                                                        | Italia under 21                                                                | 0 – 0                                                                          | Austria under 21                                                               | Amichevole                                                                     | - | Cap: R. Mandragora                                                             |
| 25-3-2019                                                                      | Frosinone                                                                      | Italia under 21                                                                | 2 – 2                                                                          | Croazia under 21                                                               | Amichevole                                                                     | Alessandro Bastoni Manuel Locatelli                                                                    | Cap: R. Mandragora                                                             |
| 16-6-2019                                                                      | Bologna                                                                        | Italia under 21                                                                | 3 – 1                                                                          | Spagna under 21                                                                | Europeo Under-21 2019 - 1º turno                                               | 2 Federico Chiesa Lorenzo Pellegrini                                                                   | Cap: R. Mandragora                                                             |
| 19-6-2019                                                                      | Bologna                                                                        | Italia under 21                                                                | 0 – 1                                                                          | Polonia under 21                                                               | Europeo Under-21 2019 - 1º turno                                               | - | Cap: R. Mandragora                                                             |
| 22-6-2019                                                                      | Reggio Emilia                                                                  | Belgio under 21                                                                | 1 – 3                                                                          | Italia under 21                                                                | Europeo Under-21 2019 - 1º turno                                               | Nicolò Barella Patrick Cutrone Federico Chiesa                                                         | Cap: R. Mandragora                                                             |
| Totale                                                                         |                                                                                | Presenze                                                                       | 57                                                                             |                                                                                | Reti                                                                           | 98 |                                                                                |

## Palmarès

### Giocatore

#### Club
- Coppa Italia Serie C: 1

Monza: 1990-1991